# Roifman-Syndrom
Das Roifman-Syndrom ist eine sehr seltene angeborene Erkrankung mit  einer Kombination von spondyloepiphysärer Dysplasie, retinaler Dystrophie und Immundefekt.
Synonyme sind: englisch Spondyloepiphyseal dysplasia-retinal dystrophy-immunodeficiency syndrome
Die Bezeichnung bezieht sich auf den Autoren der Erstbeschreibung aus dem Jahre 1997 durch den kanadischen Arzt Chaim M. Roifman.
Das Syndrom ist nicht zu verwechseln mit dem Roifman-Chitayat-Syndrom (Kombinierter Immundefekt mit fazio-okulo-skelettalen Anomalien) oder dem Roifman-Melamed-Syndrom, heute als Spondyloenchondrodysplasie bezeichnet.

## Verbreitung
Die Häufigkeit wird mit unter 1 zu 1.000.000 angegeben, die Vererbung erfolgt autosomal-rezessiv.

## Ursache
Der Erkrankung liegen Mutationen im RNU4ATAC-Gen auf Chromosom 2 Genort q14.2 zugrunde.

## Klinische Erscheinungen
Klinische Kriterien sind:
- intrauterine und nachgeburtliche Wachstumsverzögerung
- Geistige Behinderung
- Muskelhypotonie
- retinale Dystrophie
- Spondyloepiphysäre Dysplasie mit verzögerter Verknöcherung der Epiphysen und Wirbelkörperveränderungen, Brachydaktylie, Klinodaktylie des 5. Fingers
- Immundefekte
- Gesichtsdysmorphie mit Mikrocephalie, Hypotelorismus